# 20571 Tiamorrison
20571 Tiamorrison è un asteroide della fascia principale. Scoperto nel 1999, presenta un'orbita caratterizzata da un semiasse maggiore pari a 2,2400041 UA e da un'eccentricità di 0,1014909, inclinata di 2,10078° rispetto all'eclittica.